# Казалетто-Вапріо
Казалетто-Вапріо (італ. Casaletto Vaprio) — муніципалітет в Італії, у регіоні Ломбардія,  провінція Кремона.
Казалетто-Вапріо розташоване на відстані близько 460 км на північний захід від Рима, 36 км на схід від Мілана, 45 км на північний захід від Кремони.
Населення — 1789 осіб (2014).
Щорічний фестиваль відбувається 23 квітня. Покровитель — святий Юрій.

## Демографія
Населення за роками:

Станом на 1 січня 2023 року в муніципалітеті офіційно проживало 189 іноземців з 29 країн, серед них 71 громадянин країн Євросоюзу та 11 громадян України.

## Сусідні муніципалітети
- Кампаньола-Кремаска
- Капральба
- Кремозано
- Куїнтано
- Трескоре-Кремаско